# فرودگاه بین‌المللی ژنرال لوسیو بلانکو
فرودگاه بین‌المللی ژنرال لوسیو بلانکو (به انگلیسی: General Lucio Blanco International Airport) یک فرودگاه همگانی مسافربری با کد یاتا REX است که یک باند فرود آسفالت دارد و طول باند آن ۱۹۰۳ متر است. این فرودگاه در کشور مکزیک قرار دارد و در ارتفاع ۴۲ متری از سطح دریا واقع شده‌است.

## شرکت‌های هواپیمایی و مقصدهای پروازی

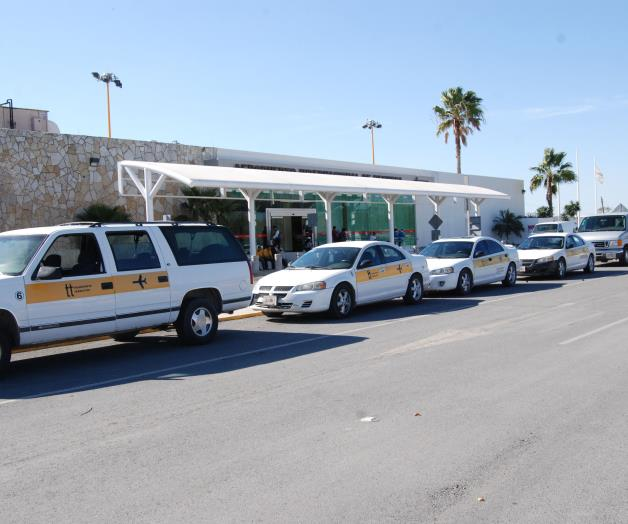
Airport's façade.

| شرکت‌های هواپیمایی | مقصدهای پروازی                                                                    |
| ----------------- | --------------------------------------------------------------------------------- |
| آئروداوینچی       | سیوداد دل کارمن، ملی ال تاجین، کارلووس روویروسا پرز                               |
| آئرومکزیکو        | فصلی: مکزیکو سیتی                                                                 |
| آئرومکزیکو کانکت  | مکزیکو سیتی                                                                       |
| Interjet          | مکزیکو سیتی                                                                       |
| ویواآئروبوس       | کانکون، کینتانا رو، دن میگوئل هیدالگو وای کوستیا، مکزیکو سیتی، ژنرال هریبرتو یارا |